# Wild Christmas
| Оценки критиков   | Оценки критиков |
| Источник          | Оценка          |
| ----------------- | --------------- |
| AllMusic          | [ 4 ]           |
| Records.Christmas | [ 5 ]           |

Wild Christmas (с англ. — «Дикое Рождество») — рождественский альбом американской актрисы и певицы Мэй Уэст, выпущенный в 1966 году на лейбле Dagonet Records.

## Об альбоме
Пластинка была записана и выпущена вскоре после успешного рок-н-ролльного дебюта Уэст с Way Out West (Tower Records). Данная пластинка была спродюсирована Дэвидом Маллетом, который также участвовал в создании её предыдущего альбома.
Пластинка содержит всего восемь песен и является необычно короткой для того периода, когда большинство долгоиграющих пластинок имели одиннадцать или двенадцать песен. Среди треков — популярные рождественские песни из репертуара Элвиса Пресли («Santa Claus Is Back in Town», «Santa Bring My Baby Back (To Me)»), «Santa Baby» из репертуара Эрты Китт, а также не самая рождественская «With Love from Me to You» The Beatles. Также Уэст вставила собственных словечек в песни для эффекта пародии.
Этот альбом был выпущен небольшим лейблом Dagonet Records и не смог попасть в чарты. Он был переиздан под другим названием в декабре 1980 года с перемешанным трек-листом и другим оформлением. В 2009 году он появился как Christmas Classics в цифровом формате, сохранив трек-лист 1980 года, но снова с другим изображением обложки. Wild Christmas никогда не переиздавался на компакт-диске, но в 2013 году он был издан на одном компакт-диске с дебютником Уэст The Fabulous Mae West. В 2015 году альбом был в конечном итоге выпущен на цифровые музыкальные платформы, сохранив оригинальный трек-лист и изображение обложки.

## Список композиций
| №  | Название                                          | Автор(ы)                       | Длительность |
| -- | ------------------------------------------------- | ------------------------------ | ------------ |
| 1. | «Merry Christmas Baby (Lou Baxter, Johnny Moore)» | Лу Бакстер, Джонни Мур         | 1:54         |
| 2. | «Santa Baby»                                      | Джоан Дейвитс, Филипп Спрингер | 3:06         |
| 3. | «Santa Come Up to See Me»                         | Дэвид Аллен, Деннис Треротола  | 2:28         |
| 4. | «Put the Loot in the Boot Santa»                  | Квинт Бенедетти                | 2:12         |

| №  | Название                         | Автор(ы)                       | Длительность |
| -- | -------------------------------- | ------------------------------ | ------------ |
| 1. | «Santa Claus Is Back in Town»    | Джерри Либер, Майк Столлер     | 2:46         |
| 2. | «My New Year’s Resolution»       | Дэвид Моллет, Мэй Уэст         | 2:45         |
| 3. | «Santa Bring My Baby Back to Me» | Аарон Шрёдер, Клауде Деметриус | 2:34         |
| 4. | «With Love from Me to You»       | Джон Леннон, Пол Маккартни     | 2:19         |